# Bernhard Graf (Museologe)
Bernhard Graf (* 1953 in München) ist ein deutscher Museologe und war bis 2019 Leiter des  Instituts für Museumsforschung der Staatlichen Museen zu Berlin – Preußischer Kulturbesitz.

## Ausbildung
Bernhard Graf studierte Erziehungswissenschaft, Psychologie, Philosophie und Medienforschung in Freiburg und Heidelberg, wo er 1978 mit der Arbeit Einsatz und Gestaltung zweidimensionaler Medien als Basis zur Anregung, Intensivierung und Kontrolle von Lernprozessen in die Elementarerziehung promoviert wurde.

## Tätigkeit
Am Institut für Museumsforschung bearbeitete er Forschungsthemen zu den Gebieten Historische Museologie, Rezeptionsforschung / Publikumsforschung, Wissenskommunikation / Medienforschung, Museumsmanagement. Seine Forschungsarbeiten bezogen sich insbesondere auf Forschungsmuseen und Science Center, auf Ausstellungsprojekte für historische und archäologische Museen.
Neben der Leitung des Instituts für Museumsforschung, die er bis 2019 ausübte, lehrt er weiterhin als Honorarprofessor für Kultur- und Wissenskommunikation an der Freien Universität Berlin am Institut für Publizistik und Kommunikationswissenschaft. Als Hochschullehrer betreute Bernhard Graf zahlreiche Magisterarbeiten, Masterarbeiten und Promotionen und gab die besten davon als Instituts-Veröffentlichung in den Schriftenreihen des Instituts für Museumsforschung heraus.
Für das Weiterbildungszentrum der Freien Universität Berlin hat Bernhard Graf zwei Zertifikatsprogramme zum Themenfeld Museumsmanagement entwickelt, die von ihm thematisch betreut und weiterentwickelt wurden. Es handelt sich um das Weiterbildungsprogramm mit Zertifikat für Mitarbeiter, Kuratoren bzw. Kustoden und Führungskräfte von Museen sowie für Wissenschaftliche Volontärinnen und Volontäre.
Bernhard Graf war Herausgeber von drei Schriftenreihen des Instituts für Museumsforschung und hat zahlreiche Monographien und Aufsätze zur Publikumsforschung und zur Rezeptionsforschung und zur Evaluierung von Museumsausstellungen, -programmen veröffentlicht.
Bernhard Graf war Vorsitzender des Landesverbandes der Museen zu Berlin, wirkt in wissenschaftlichen Beiräten und Stiftungsräten unterschiedlicher Bildungs- und Forschungseinrichtungen, insbesondere von Forschungsmuseen und Landesmuseen mit. Er war von November 2000 bis Dezember 2009 Mitglied im Senatsausschuss Evaluierung der Wissenschaftsgemeinschaft Gottfried Wilhelm Leibniz. In dieser Funktion hat er die externen Evaluierungen von insgesamt 10 Leibniz-Instituten geleitet, darunter in sieben Forschungsmuseen. Von 2010 bis 2018 wurde er in den Senat der Leibniz-Gemeinschaft gewählt.
Bernhard Graf hat die Konzeptionsphase und den Aufbau des FUTURIUM begleitet und ist Vorsitzender des Programmrates dieser 2019 eröffneten Einrichtung in Berlin.
In den Jahren 2009 bis 2011 war er der Vorsitzende des vom Bundesministerium für Wissenschaft und Forschung (BMBF) jeweils thematisch neu berufenen Programmbeirats für die Ausstellungsserie „Entdeckungen“ / „Discoveries“ im Rahmen der jährlichen Nobelpreisträger-Konferenzen in Lindau / auf der Insel Mainau. Er kuratierte in dieser Funktion jeweils themengebundene Gruppenausstellungen zu den Leitthemen der Wissenschaftskommunikation, die vom BMBF für die Themenjahre vorgegeben wurden (Wasser, Energie und Forschung für die Gesundheit). Seit 2019 ist er im Ruhestand, ist aber weiterhin an der Freien Universität Berlin und in Gremien für unterschiedliche Forschungseinrichtungen tätig.

## Projekte
- TOPOI (The Formation and Transformation of Space and Knowledge in Ancient Civilisations), Mitglied der Forschergruppe IV – Diese Untergruppe der Area E hat die Bilanzausstellung aller Forschungsergebnisse des Clusters zu konzipiert, die unter dem Titel „Jenseits des Horizonts“  2012 im Pergamonmuseum der Staatlichen Museen zu Berlin gezeigt wurde.
- Besuchermonitoring-Projekt  KULMON. Kulturvergleichendes Besucherforschungs- und Kulturmonitoringprojekt für Museen. Opernhäuser und Theater in Berlin 2007–2012

Leibniz Gemeinschaft
- Evaluierung der Forschungsmuseen der Leibniz-Gemeinschaft als Mitglied im Senatsausschuss Evaluierung
- Gemeinsame Wissenschaftskonferenz (GWK)
- Gutachten zu den Forschungsbegriffen und den Forschungsanteilen der Forschungsmuseen in Deutschland

## Publikationen
- Sachorientiertes Lernen und Medieneinsatz im Kindergarten. Lang, Frankfurt u. a. 1979 (= Dissertation)

Institut für Museumsforschung, Berliner Schriften zur Museumsforschung
- Bd. 30: mit Volker Rodekamp (Hrsg.): Museen zwischen Qualität und Relevanz. Denkschrift zur Lage der Museen. Berlin 2012, ISBN 978-3-940939-22-7.
- Bd. 22: mit Hanno Möbius: Zur Geschichte der Museen im 19. Jahrhundert (1789–1918). 2006, ISBN 978-3-931768-928.
- Bd. 19: mit Astrid B. Müller (Hrsg.): Sichtweisen. Zur veränderten Wahrnehmung von Objekten in Museen. Wiesbaden 2005, ISBN 3-531-14489-8.
- Bd. 4: Bernhard Graf und Heiner Treinen, Besucher im Technischen Museum. Zum Besucherverhalten im Deutschen Museum München. Berlin 1983. ISBN 3-7861-1378-5

Als Herausgeber betreuter Dissertationen / MA:
- Eva M. Reussner: Die Öffnung von Museen für ihr Publikum. Erfolgsfaktoren wirksamer Publikumsforschung. Dissertationen. FU Berlin 2009,
- Bd. 24: Katharina von Chlebowski: Branchenkultur der Kunstmuseen in Deutschland. Zur Bedeutung von Branchenkultur im Wandelprozess des Organisations- und Führungssystems von Museen. Berlin 2008, ISBN 978-3-940939-03-6.
- Bd. 23: Heike Riebe: Benchmarking im Museum. Ein Managementinstrument zur Qualitätssicherung. Berlin 2007, ISBN 978-3-931768-98-0.
- Bd. 18: Susan Kamel: Wege zur Vermittlung von Religion in Berliner Museen, Black Kaaba meets White Cube. Opladen 2004, ISBN 3-8100-4178-5.

Materialien aus dem Institut für Museumsforschung
Jährliche Publikation, zuletzt:
- Heft 71: Statistische Gesamterhebung an den Museen der Bundesrepublik Deutschland für das Jahr 2016 Including an English Summary, Berlin 2017 (104 S.). ISSN 0931-7961 Heft 71

Mitteilungen und Berichte aus dem Institut für Museumsforschung.
- Nr. 53: Beatrice Miersch: Die Marke Menzel. Interdisziplinarität als Schlüssel einer publikumswirksamen Ausstellung in der Alten Nationalgalerie Berlin, Berlin 2015 (144 S.), ISSN 1436-4166
- Nr. 52: Johanna Kovar-Eder und Norbert Niedernostheide (Hrsg.): Deutschlands naturkundlichen Sammlungen – Erhaltung der Vielfalt als gesamtgesellschaftliche Aufgabe Gemeinsame Tagung von DNFS (Deutsche naturwissenschaftliche Forschungssammlungen) und DMB (Deutscher Museum Bund), Berlin 15. Februar 2013, (74 S.) ISSN 1436-4166* Nr. 30: mit Astrid B. Müller (Hrsg.): Ausstellen von Kunst und Kulturen der Welt. Tagungsband. Berlin 2005, ISSN 1436-4166.

Alle Publikationen sind online verfügbar